# Wydmuchowo (Hajnówka)
Wydmuchowo – południowo-wschodnia część miasta Hajnówki położona w rejonie ulicy Wydmuchowo.

## Historia
Za II RP Wydmuchowo należało do gminy Białowieża. 16 października 1933 weszło w skład nowo utworzonej gromady Hajnówka w gminie Białowieża. 1 października 1934 po raz drugi utworzono gminę Hajnówka, w skład której weszło Wydmuchowo jako składowa gromady Hajnówka.
Po II wojnie światowej Wydmuchowo zachowało przynależność administracyjną. 1 stycznia 1951 gromadę Hajnówka (z m.in. Wydmuchowem) przekształcono w miasto Hajnówka.